# Towlakī
Towlakī (persiska: تولکی, تُولَكی) är en ort i Iran.   Den ligger i provinsen Västazarbaijan, i den nordvästra delen av landet, 600 km väster om huvudstaden Teheran. Towlakī ligger 1 751 meter över havet och antalet invånare är 291.
Terrängen runt Towlakī är varierad. Runt Towlakī är det ganska tätbefolkat, med 185 invånare per kvadratkilometer. Närmaste större samhälle är Silvana, 12,1 km söder om Towlakī. Trakten runt Towlakī består i huvudsak av gräsmarker.